# Fernand Buyle
Fernand Auguste Charles (Nand) Buyle  (ur. 3 marca 1918 w Molenbeek-Saint-Jean, zm. 22 stycznia 1992) – piłkarz belgijski, występujący na pozycji napastnika.
Z zespołem Daring Club de Bruxelles dwukrotnie zdobył mistrzostwo Belgii (1936, 1937) i raz puchar tego kraju (1935). W latach 1937-1945 rozegrał 16 meczów i strzelił 1 gola w reprezentacji Belgii. Wystąpił na mistrzostwach świata 1938.